# Histoire verte
Histoire verte est un court-métrage d'animation canadien non figuratif réalisé en 1962, mais complété en 2005 par Pierre Hébert.

## Description
Le film est essentiellement constitué de traînées verticales obtenues par le lavage de la pellicule (de l'amorce noire) avec un solvant. Des motifs gravés ou dessinés à l'encre de couleur y apparaissent aussi de manière fugitive.

## Conditions de réalisation
Réalisé dans des conditions artisanales par un très jeune cinéaste, ce film, dont la première version est silencieuse, a d'abord été connu sous le titre Histoire grise. Hébert s'en explique ainsi : « J'avais utilisé des encres de couleur, mais comme je n'avais pas l'argent nécessaire pour tirer des copies en couleur, j'ai fait tirer le film en noir et blanc et je l'ai appelé Histoire grise. »
En 1997, dans le cadre d'un programme consacré aux premiers films de Pierre Hébert, la Cinémathèque québécoise en fait tirer une copie couleur muette. Le film retrouve alors son titre d'origine, Histoire verte, et est projeté en couleur pour la première fois. Le musicien improvisateur italien Andrea Martignoni réalise alors une trame sonore en direct, enregistrée par Claude Beaugrand. Cette trame est juxtaposée au film en 2005, aux fins du coffret DVD Pierre Hébert, la science des images animées, et Histoire verte trouve ainsi sa forme définitive, conformément aux intentions de départ du cinéaste qui voulait réaliser un film sonore en couleur. Dans la filmographie de Pierre Hébert, ce film illustre la volonté du jeune artiste de faire l'expérience des techniques d'animation sans caméra, dans la foulée de Norman McLaren et de Len Lye.

## Fiche technique
- Titre original : Histoire verte
- Autre titre : Histoire grise
- Réalisation : Pierre Hébert
- Pays d'origine :  Canada
- Genre : animation
- Durée : 3 minutes